# Vật chủ (phim 2013)
Vật chủ (tiếng Anh: The Host) là một bộ phim dựa theo cuốn tiểu thuyết cùng tên của Stephenie Meyer, được đạo diễn bởi Andrew Niccol, với các ngôi sao Saoirse Ronan, Max Irons và Jake Abel. Được phát hành vào ngày 29 tháng 3 năm 2013. Ngân sách 44 triệu USD.

## Nội dung
Loài người bị một loại sinh vật ký sinh ngoài hành tinh, được gọi là "Soul" (Linh hồn) chiếm giữ trí não. Loại sinh vật này đến từ những hành tinh xa xôi, xâm nhập cơ thể của hầu hết loài người trên trái đất. Một khi bị xâm nhập, tâm trí của vật chủ hoàn toàn bị kiểm soát, và loài Soul có thể thấy được những ký ức của vật chủ. Những vật chủ bị nhập sẽ có vòng màu bạc trên võng mạc mắt.
Melanie Stryder bị bắt và bị nhập bởi một linh hồn tên là "Wanderer". Wanderer được Seeker (Người tìm kiếm) yêu cầu phải lục trong trí nhớ của Melanie để tìm vị trí trú ẩn của những người chưa bị xâm nhập. Điều đáng ngạc nhiên là tâm trí của Melanie không hoàn toàn bị tẩy xoá, và cô cố giành lại sự kiểm soát cơ thể mình. Melanie và Wanderer bắt đầu những cuộc đối thoại nội tâm với nhau, dần dần hình thành một tình cảm giống như tình bạn.
Wanderer nói với Seeker rằng trước khi bị bắt, Melanie đang đi cùng với em trai là Jamie và bạn trai là Jared Howe. Wanderer cũng thừa nhận rằng Melanie vẫn còn hiện hữu, vậy nên Seeker quyết định rằng bà ta sẽ được chuyển qua cơ thể của Melanie để bà ta có thể tự tìm thông tin về Melanie. Với sự giúp đỡ của Melanie, Wanderer trốn thoát khỏi sự giám sát của Seeker và đi tìm Jeb, chú của Melanie, trong sa mạc. Kiệt sức vì mất nước, nhưng cuối cùng Wanderer cũng được Jeb tìm thấy và đưa về nơi trú ẩn, là một hệ thống các hang núi, của loài người còn sót lại.
Sự có mặt của Wanderer khiến cho những người trú ẩn cảm thấy khó chịu. Để tránh rắc rối, Melanie nói Wanderer đừng tiết lộ rằng Melanie vẫn còn sống. Tuy nhiên sau đó cô vẫn nói cho Jamie biết, để cậu bé khỏi lo lắng. Wanderer bắt đầu tham gia vào các hoạt động của những người trú ẩn, giúp họ với công việc đồng áng, và dần gây dựng lòng tin của họ, cũng như một mối gắn kết với Ian O'Shea, một trong những người ở đó. Từ đó, Wanderer bắt đầu cảm thông với loài người, và tự hỏi về những hành động của đồng loại mình.
Seeker dẫn đầu một nhóm tìm kiếm Wanderer trong sa mạc. Chúng bắt gặp một đội tìm lương thực tiếp tế của khu trú ẩn, và trong khi đang bỏ chạy, hai người của khu trú ẩn đã đâm xe tự sát nhằm tránh bị nhập. Seeker vô tình bắn chết một Soul khác, và bị cấp trên huỷ chuộc truy tìm.
Trở về khu trú ẩn, Kyle O'Shea (anh của Ian) và Jared định lao vào giết Wanderer để trả thù, nhưng Jamie đã ngăn lại và tiết lộ rằng tâm trí của Melanie vẫn còn sống. Ian xác nhận điều này, và cho rằng có hai cá thể trong một thân xác. Jared lúc đầu không tin, nhưng sau đó tiến lại hôn Wanderer, khiến cho Melanie tức giận, đủ mạnh để giành được một chút sự kiểm soát cơ thể, và tát Jared vì đã hôn người khác. Điều này làm cho Jared tin rằng Melanie vẫn còn sống, và cô ấy đã ghen. Dù vậy, Kyle vẫn cố tìm cách giết Wanderer, trong lúc hai người giằng co, Kyle ngã xuống một dòng xoáy, nhưng Wanderer kịp thời cứu anh ta. Mọi người hỏi chuyện gì đã xảy ra, Wanderer nói là Kyle bị trượt chân, nhưng Ian tin rằng Kyle đã cố giết Wanderer. Sau đó, Ian thổ lộ tình cảm của mình với Wanderer, và nói cho cô ấy biết là anh yêu chính tâm hồn và tính cách của cô ấy, chứ không phải thân xác của Melanie. Wanderer cũng thú nhận rằng, vì trong thân xác của Melanie nên cô phải yêu Jared, nhưng bản thân cô cũng có tình cảm với Ian, và sau đó hai người hôn nhau.
Wanderer phát hiện ra khu y tế trong nơi trú ẩn, nơi mà Doc (bác sĩ) đang thực hiện các thí nghiệm tách bỏ Soul ra khỏi vật chủ, nhưng vẫn thất bại mặc dù đã giết khá nhiều Soul cũng như vật chủ. Nhìn thấy cảnh tượng hãi hùng trên, Wanderer bỏ chạy về phòng, tách biệt với mọi người trong nhiều ngày liền. Khi biết được rằng Jamie đang bệnh nặng do nhiễm trùng vết thương, Wanderer, với Melanie trong tâm trí, và Jared tìm cách xâm nhập một trạm y tế của loài Soul và đánh cắp một ít thuốc, cứu chữa được cho Jamie.
Seeker vẫn cố tự tìm Wanderer, nhưng bị Jeb bắt và nhốt trong khu giam giữ. Wanderer đề nghị với Doc là cô sẽ chỉ cách tách Soul và vật chủ ra khỏi nhau mà cả hai vẫn sống, với điều kiện là cô phải được tách khỏi thân xác Melanie và được chết. Doc sau đó đã tách thành công Seeker ra khỏi vật chủ của bà ta là Lacey, với cả hai đều sống. Wanderer phóng Seeker, trong hình hài Soul, đến một hành tinh xa xăm khác. Sau khi tách Wanderer ra khỏi Soul, thay vì để cô chết, Doc đã chuyển cô ấy vào thân xác của Pet, một cô gái đã bị chết não sau khi được tách Soul ra khỏi cơ thể. Vậy nên, Wanderer có thể tiếp tục sống mà không phải làm hại ai. Với cơ thể của chính mình, Wanderer và Ian tạo dựng một mối quan hệ, trong khi Melanie cuối cùng được đoàn tụ với Jared.
Vài tháng sau, khi đang đi tìm đồ tiếp tế, Wanderer, Melanie, Ian và Jared bị bắt. Tuy nhiên, họ nhận ra rằng người bắt giữ họ thật ra là con người, và trong nhóm người đó có một Soul đã đổi phe sang loài người như Wanderer.

## Diễn viên
- Saoirse Ronan trong vai Melanie Stryder/Wanderer[3]
- Jake Abel trong vai Ian O'Shea[4]
- Max Irons trong vai Jared Howe[4]
- Chandler Canterbury trong vai Jamie Stryder[5]
- Frances Fisher trong vai Maggie Stryder
- Diane Kruger trong vai Seeker[6]
- William Hurt trong vai Jeb Stryder
- Boyd Holbrook trong vai Kyle O'Shea[5]
- Scott Lawrence trong vai Doc
- Alex Russel trong vai Seeker Burns

## Liên kết
- Website chính thức
- The Host trên Internet Movie Database
- Stephenie Meyer's The Host webpage Lưu trữ ngày 18 tháng 12 năm 2012 tại Wayback Machine